# De Tag isch vergange
De Tag isch vergange ist eine ehemalige Kindersendung des Schweizer Fernsehens.
Die Kindersendung De Tag isch vergange wurde von 1968 bis in die späten 1970er Jahre jeweils um 18:45 Uhr ausgestrahlt. Mit verschiedenen Gutenachtgeschichten verabschiedete sich das Fernsehen von seinen jüngsten Zuschauern. Zu den regelmässig auftretenden Erzählern gehörte Trudi Roth.